# Neogobius caspius
A Neogobius caspius a sugarasúszójú halak (Actinopterygii) osztályának sügéralakúak (Perciformes) rendjébe, ezen belül a gébfélék (Gobiidae) családjába és a Benthophilinae alcsaládjába tartozó faj.

## Előfordulása
A Neogobius caspius eurázsiai gébfaj, amely a Kaszpi-tengerben található meg.

## Megjelenése
Ez a hal legfeljebb 34,5 centiméter hosszú. A kaszpi-tengeri gébfélék között, a Neogobius caspius a legnagyobb testű.

## Életmódja
Mérsékelt övi, fenéklakó gébféle, amely kizárólag a brakkvízben él; az édesvízbe nem úszik be.